# Forvridning
En forvridning er inden for økonomisk teori et tiltag eller en omstændighed, som medfører, at markedsmekanismen på et marked ikke fungerer efter hensigten, dvs. der er ikke fuldkommen konkurrence. Forvridningen er derfor årsag til en markedsfejl og medfører en inefficiens i systemet. Tiltag som skatter, subsidier, prisregulering, importforbud mv. kan skabe forvridninger på samme måde som en monopolstilling, karteldannelse eller andre konkurrencebegrænsende tiltag.
| Økonomi | Spire Denne artikel om økonomi er en spire som bør udbygges. Du er velkommen til at hjælpe Wikipedia ved at udvide den. |